# 사토 료 (1997년 9월)
사토 료(일본어: 佐藤 諒, 1997년 9월 24일~)는 일본의 축구 선수이다.

## 구단 경력
그는 2020년 일본 지역 리그의 FC 티아모 히라카타에 입단했다. 2021년부터 일본 풋볼 리그로 승격했다. 2022년 J3리그의 에히메 FC로 이적했다. 2023년 J3리그 우승으로 J2리그로 승격했다. 2024년까지 61경기에 출전하여, 5득점을 넣었다. 2025년 J3리그의 FC 오사카로 이적했다.